# MAC-adress
En MAC-adress eller Media Access Control-adress är en unik identifierare för varje nätverkskort. MAC-adresserna består av 6 bytes, som var och en har åtta bitar. Dessa i sin tur har två möjliga positioner, vilket gör att det finns 248 eller 281 474 976 710 656 möjliga MAC-adresser.
De används typiskt i LAN av typen IEEE 802.3 eller WLAN av typen IEEE 802.11. MAC-adressen används vid kommunikation inom nätverket och sägs tillhöra lager 2 i OSI-modellen. När kommunikationen lämnar nätverket via till exempel en router för att nå destinationer i andra nätverk används adresser i lager 3 av OSI-modellen, typiskt en IP-adress.

## Beståndsdelar
Normalt består MAC-adressen av 6 byte, de 3 första identifierar tillverkaren av nätverkskortet och kallas organizationally unique identifier eller OUI. De 3 sista byten identifierar det enskilda kortet. MAC-adressen kallas då för en universally administered address eller UAA. I specialfall kan en nätverksadministratör använda egna MAC-adresser som då kallas locally administered address eller LAA.